# Danbury (Texas)
Pour les articles homonymes, voir Danbury.
Danbury est une petite ville située au centre du comté de Brazoria, au Texas, aux États-Unis,. Elle est incorporée en 1960.

## Démographie
Lors du recensement de 2010, la ville comptait une population de 1 715 habitants. Elle est estimée, le 1er juillet 2019, à 2 057 habitants.

### Source de la traduction
- (en) Cet article est partiellement ou en totalité issu de l’article de Wikipédia en anglais intitulé « Danbury, Texas » (voir la liste des auteurs).